# Seznam slovenskih nogometašev
Seznam slovenskih nogometašev.

## A
- Mile(nko) Ačimovič
- Mario Adamič
- Ermin Alić
- Ernest Aljančič starejši
- Janez (Jani) Aljančič
- Jani Aljančič
- Peter Ameršek
- Vili Ameršek
- Jan Andrejašič
- Vjekoslav Andrić
- Milan Anđelković
- Siniša Anđelković
- Tadej Apatić
- Sandi Arčon
- (Slavko Arčon)
- Kristjan Arh Česen
- Milan Arnejčič
- Tomaž Avbelj

## B
- Ognjen Backović
- Armin Bačinovič
- Luka Badžim
- Vlado Badžim
- Gregor Bajde
- Stipe Bajić
- Edi Bajrektarevič
- Kenan Bajrić
- Gregor Balažic
- Marko Balažic (nogometaš)
- Jure Balkovec
- Dean Baranja
- Slavko Baranja
- Maks Barišić
- Igor Barukčič
- Marko Barun
- Rok Baskera
- Anže Bašelj
- Dejan Bauman
- Vili Bečaj
- Pamela Begič
- Tjaš Begić
- Robert Belec
- Vid Belec
- Manja Benak
- Igor Benedejčič
- Žan Benedičič
- Jože Benko
- Robert Berić
- Domen Beršnjak
- Suad Beširević
- Aleš Bešter
- Evgen Betetto
- Roman Bezjak
- Jaka Bijol
- Peter Binkovski
- Valter Birsa
- Lovro Bizjak
- Gregor Blatnik
- Oto Blaznik
- Miha Blažič (nogometaš)
- Ingmar Bloudek
- Sandro Bloudek
- Matija Boben
- Fredi Bobič (slov.-nem.)
- Luka Bobičanec (hrv.-slov.)
- Oliver Bogatinov
- Damjan Bohar
- Dalibor Bojović
- Vladimir Bolfek (hrv.-slov.)
- Klemen Bolha
- Patrik Bordon
- Boško Boškovič
- Kliton Bozgo (alb.-slov.)
- Blaž Božič
- Marko Božič
- Rok Božič
- Saša Božičić
- Elvis Bratanović
- Mišo Brečko
- David Brekalo
- Danijel Brezič
- Danilo Brezigar
- Karl Breznik - Puža
- Peter Breznik
- Blaž Brezovački
- Kris Bric
- Siniša Brkić?
- Timotej Brkić
- Darko Brljak
- Mitja Brulc
- Spasoje Bulajič
- David Bunderla
- Miran Burgič
- Buzeti

## C
- Žan Celar
- Uroš Celcer
- Matej Centrih
- Dejan Cerovac
- Boštjan Cesar
- Franc Cifer
- Sebastjan Cimirotič
- Fabijan Cipot
- Kai Cipot
- Tio Cipot
- Miran Cizelj
- Rok Cizelj
- Rudolf Corn
- Aljaž Cotman
- Jakob Cukjati
- Goran Cvijanović
- Matjaž Cvikl
- Oskar Cvjetičanin

## Č
- Luka Čagalj
- Aleksandar Čavrić
- Aleš Čeh
- Aleš Čeh (1980)
- Anton Čeh (1943-2023)
- Nastja Čeh
- Tim Čeh
- Džengis Čavušević
- Sebastjan Čelofiga
- Adolf Čepelnik
- Sonja Čevnik
- Dominika Čonč
- Dejan Čontala
- Leon Črnčič
- Matic Črnic
- Domen Črnigoj

## Ć
- Milan Ćalasan

## D
- Mladen Dabanovič
- Zlatko Dedić
- Antonio Delamea Mlinar
- Enes Demirović
- Amir Dervišević
- Nino Dirnbek
- Dejan Djuranović
- Gaber Dobrovoljc
- Sven Dodlek
- Timotej Dodlek
- Jure Dolar
- Darko Domadenik
- Marjan Dominko
- Vanja Drkušić
- Miha Drnovšek
- Oskar Drobne
- Andrej Dugolin
- Slaviša Dvorančić
- Simon Dvoršak
- Emir Džafič
- Elvis Džafić
- Elvedin Džinić
- Amel Džuzdanović

## Đ
- Bojan Đukić
- Enis Đurković

## E
- Leo Ejup
- Ismet Ekmečić
- Patrik Eler
- Branko Elsner
- Luka Elsner
- Marko Elsner
- Rok Elsner
- Timi Max Elšnik
- Robert Englaro
- Adolf Erman
- Josip Erman
- Kristina Erman
- Kaja Eržen

## F
- Adriano Fegić
- Boris Feltrin/Filip Feltrin
- Suad Filekovič
- Željko Filipović
- Gregor Fink
- Matic Fink
- Ivan Firer
- Matjaž Florijančič
- Sašo Fornezzi
- Franjo "Franček" Frančeškin
- Žiga Frelih
- Alojz Fricelj
- Tomaž Frič
- Franc Fridl

## G
- Filip Gačevski
- Katarina Gadnik
- Damjan Gajser
- Saša Gajser
- Marinko Galič
- Peter Gerenčer
- Erik Gliha
- Primož Gliha
- Adam Gnezda Čerin
- Sebastjan Gobec
- Lana Golob
- Miha Golob
- Josip Golubar
- Jon Gorenc Stanković
- Tibor Gorenc Stankovič
- Jan Gorenc
- Gorazd Gorinšek
- Dejan Grabič
- Lucija Grad
- (Javier Grbec)
- Lovro Grajfoner
- Domen Gril
- Marko Gruškovnjak
- Ivica Guberac
- Luka Guček
- Javier Antonio Grbec

## H
- Safet Hadžić
- Jasmin Handanović
- Samir Handanović
- Rok Hanžič
- Ermin Hasić
- Edo Hočevar (Edvard Hočevar)
- (Dragan Holcer)
- Branko Horjak
- Jana Horvat
- Jože Horvat Didi
- Lucas Mario Horvat
- Rok Horvat
- Tomi Horvat
- Kristjan Horžen
- Dino Hotić
- Lucas Mario Horvat

## I
- Senijad Ibričić (bos.-slov.)
- Branko Ilić
- Josip Iličić
- Patrik Ipavec
- Janko Irgolič
- Zdenko Iskra
- Rudi Istenič
- Đorđe Ivanović (Srb)
- Lara Ivanuša

## J
- Saša Jakomin
- Jaka Jakopič
- Arnel Jakupović (avstr.-slov.)
- Nemanja Jakšić
- Matjaž Jančič
- Erik Janža
- Lado Janžekovič - Žeko
- Luka Janžekovič
- Anže Jelar
- Enej Jelenič
- Anže Jerič
- Alfred Jermaniš
- Nik Jermol
- Aleš Jeseničnik
- Brigita Jevšenak
- Žan Jevšenak
- Bojan Jokić
- Boban Jović
- Anton Jug
- Ažbe Jug
- Amer Jukan
- Žiga Jurečič

## K
- Aleš Kačičnik
- Mattias Käit
- Kevin Kampl
- Nik Kapun
- Iztok Kapušin
- Radovan Karanović
- Evgen Kardoš-Jeno
- Amir Karić
- Žan Karničnik
- Žiga Kastrevec
- Srečko Katanec
- Aljaž Kavčič
- Tine Kavčič
- Tomaž Kavčič
- Tjaša Kavšak
- Matjaž Kek
- Doris Kelenc
- Dejan Kelhar
- Luka Kerin
- Sara Ketiš
- Rok Kidrič
- Andraž Kirm
- Cene Kitek
- Herbert Klančnik
- Tilen Klemenčič
- Denis Klinar
- Tom Kljun
- Miha Kline
- Marko Kmetec
- Aleksander Knavs
- Radenko Kneževič
- Luka Koblar
- Miha Kokol
- Vladimir Kokol
- Aleš Kokot
- Miha Kokot
- Špela Kolbl
- Jaka Kolenc
- Žan Kolmanič
- Andrej Komac
- Stanislav Komočar
- Jan Koprivec
- Robert Koren
- Kaja Korošec
- Evelina Kos
- Filip Kosi
- Dušan Kosič
- Nace Kosmač
- Sandi Košir
- Andrej Kotnik
- Matic Kotnik
- Žiga Kous
- Nino Kouter
- Alen Kozar
- Mihael Kozjek
- Aleš Kožar
- Tomaž Kožar
- Alen Krajnc
- Luka Krajnc
- Barbara Kralj
- Denis Kramar
- Svit Kramar Roš
- Martin Kramarič
- Mladen Kranjc
- Sonja Kranjc
- Aljaž Krefl
- Boštjan Kreft
- Ivan Križaj
- Rene Krhin
- Aleš Križan
- Marko Križnik
- Rok Kronaveter
- Marčelo Kufersin
- Filip Kukuličić
- Gal Kurež
- Jasmin Kurtić
- Zala Kuštrin
- Stanislav Kűzma

## L
- Kristijan Lah
- Mirko Lah
- Sandi Lah
- Saša Lalović
- Jure Langerholc
- Marin Laušić
- Klemen Lavrič
- Dejan Lazarević
- Igor Lazič
- Žan-Luk Leban
- Maks Lečnik
- Jurij Legat
- Jelka Lenard
- Uroš Likar
- Zlatan Ljubijankič
- Anej Lovrečič
- Nik Lorbek
- Mitja Lotrič
- David Lukanc
- Tina Lukšič

## M
- Maja Madon
- Aleš Majer
- Žan Majer
- Luka Majcen
- Sara Makovec
- Danijel Marčeta
- Dominic Maroh
- Tina Marolt
- Amadej Maroša
- Matic Maruško
- Tim Matavž
- Timotej Mate
- Darijan Matič
- Jure Matjašič
- Aljoša Matko
- Matevž Matko
- Feri Maučec
- Igor Maver
- Borut Mavrič
- Matej Mavrič Rožič
- Klemen Medved
- Žan Medved
- Aleš Mejač
- Zala Meršnik
- Aleš Mertelj
- Jasmin Mešanović
- Miha Mevlja
- Nejc Mevlja
- Siniša Mihajlovič?
- Maks(imilijan) Mihelčič
- Rene Mihelič
- Radenko Mijatović
- Milan Miklavič
- Dušan Mikuš
- Darko Milanič
- Martin Milec
- Željko Milinovič
- Željko Mitrakovič
- Nemanja Mitrović
- Jan Mlakar
- Gregor Mohar
- Kristjan Mohar
- Denis Mojstrovič
- Mitja Mörec
- Lucija Mori
- Ajdin Mulalić
- Moira Murić

## N
- Tilen Nagode
- Klemen Nemanič
- Dejan Nemec
- Sara Nemet
- Igor Nenezić
- Džoni Novak
- Jakob Novak
- Jan Novak (nogometaš)
- Jure Novak (nogometaš)
- Milivoje Novakovič
- Andrija Novosel
- Mustafa Nukić

## O
- Branko Oblak
- Jan Oblak
- Robert Oblak
- Matko Obradović
- Dejan Obrez
- Nejc Omladič
- Nik Omladič
- Milan Osterc
- Enrik Ostrc
- Damjan Ošlaj
- Dragan Ovčina
- Nik Omladič
- Alen Ožbolt

## P
- Nik Pačarić
- Matej Palčič
- Vanja Panić
- Jani Pate
- Miran Pavlin
- Luka Pavlin
- Matej Pavlović
- Zoran Pavlovič
- Andrej Pečnik
- Nejc Pečnik
- Tilen Pečnik
- Damir Pekič
- Stane Pelan
- Denis Perger
- Lučjo Pertič/Petrič?
- Matej Peternel
- Aleks Pihler
- Bogdan Pirc
- Esad Pirc
- Simon Pirc
- Josip Pirmajer
- Janez Pišek
- Janez Pišek (ml.)
- Luka Piškurič
- Stojan Plešinac
- Alen Ploj
- Aljaž Ploj
- Vito Plut
- Matej Podlogar
- Niko Podvinski
- Jalen Pokorn
- Andrej Poljšak
- Danilo Popivoda
- Denis Popović
- Ivan Posavec
- Nejc Potokar
- Ksenja Povh
- Igor Poznič
- Rudi Požeg-Vancaš
- Bojan Prašnikar
- Lara Prašnikar
- Luka Prašnikar
- Nina Predanič
- Martin Pregelj
- Marko Pridigar
- Tomislav (Tomo) Prosen
- Nenad Protega
- Anja Prša
- Blaž Puc
- Matej Pučko
- Aleš Puš
- Marijan Pušnik
- Franc Puterle

## R
- Aleksandar Radosavljević
- Miroslav Radović
- Aleksander Rajčević
- Robi Rajterič
- Ermin Rakovič
- Saša Ranič
- Matej Rapnik
- Marcel Ratnik
- Dušan Razboršek
- Matej Rebol
- (Edoardo Reja)
- Rajko Rep
- Jan Repas
- Mitja Rešek
- Elvis Ribarič
- Mirko Rihar
- Goran Ristić
- Aleksandar Rodić
- Manja Rogan
- Rok Roj
- Matija Rom
- Marko Roškar
- Tone Rožič
- Rajko Rotman
- Matjaž Rozman
- Tone Rožič
- Simon Rožman-Džimi
- Mladen Rudonja
- Roy Rudonja
- Enes Rujović
- Miloš Rus
- Dejan Rusič

## S
- Erik Salkić
- Miral Samardžić
- Goran Sankovič
- Danilo Saveljič
- Stefan Savić
- Matic Seferović
- Borut Semler
- Simon Sešlar
- Svit Sešlar
- Leon Sever
- Gregor Sikošek
- Marco da Silva (fr.-slov.)
- Vasja Simčič
- Marko Simeunovič
- Vojislav Simeunović
- Predrag Sikimić (srb.-slov.)
- Nejc Skubic
- Herman Slamič
- Stefan Smiljanić
- Žiga Smrtnik
- Grega Sorčan
- Luka Spetič
- Claudio Spinelli
- Miran Srebrnič
- Leon Sreš
- Dino Stančič
- Dalibor Stevanovič
- Dalibor Stojanović
- Petar Stojanović
- Peter Stojanović
- Slaviša Stojanović
- Dušan Stojinović
- Janez Strajnar
- Aljaž Struna
- Andraž Struna
- Jernej Sušnik
- Tamar Svetlin

## Š
- Marinko Šarkezi
- Bian Paul Šauperl
- Sanel Šehić
- Aleksander Šeliga
- Miro Šercer
- Dino Šeremet
- Benjamin Šeško
- Ermin Šiljak
- Ante Šimundža
- Matija Širok
- Mirnes Šišić
- Štefan Škaper
- Matija Škarabot
- Davor Škerjanc
- Žiga Škoflek
- David Škrbec
- Jan Škrjanec
- Laura Škvorc
- Nina Šmid
- Mark Španring
- Jure Špiler
- Andraž Šporar
- Miha Šporar
- Jon Šporn
- Rok Šrimpf
- Franc Štefanec
- Rajko Štolfa
- Primož Štrajhar
- Deni Štraus
- Rok Štraus
- Ljubiša Štrbac
- Jaka Štromajer
- Januš Štrukelj
- Lovro Štubljar
- Tine Šturm
- Goran Šukalo
- Marko Šuler
- Matjaž Šuligoj
- Luka Šušnjara

## T
- Nikola Talaber
- Almir Tanjič
- Marcos Tavares (brazil.-slov.)
- Rajko Tavčar
- Stanko Tavčar
- Tjaša Tibaut
- Senad Tiganj
- Ivan Toplak
- Ladislav Törok
- Dejan Trajkovski
- Jure Travner
- Tadej Trdina
- Sebastjan Tuhtar
- Katja Turk
- Martin Turk

## U
- Zoran Ubavič
- Sašo Udovič
- Adolf Uhan - Gandi (1914-2015)

## V
- Herbert Vabič (1941?-2020)
- Filip Valenčič
- Sandi Valentinčič
- Velimir Varga
- Lara Vehar
- Špela Vehar
- Rok Vehovec
- Tilen Vehovec
- Luka Vekić
- Etien Velikonja
- Benjamin Verbič
- Uroš Veselič
- Amedej Vetrih
- Tadej Vidmajer
- Arijana Vidmar
- Nejc Vidmar
- Samo Vidovič
- Jovan Vidović
- Matevž Vidovšek
- Mitja Viler
- Žan Vipotnik
- Miro Vodeb
- Tim Vodeb
- Rok Vodišek
- Dalibor Volaš
- Andrés Vombergar
- Mihael Vončina
- Damir Vrabac
- Dinko Vrabac?
- Tanja Vrabec
- Tanja Vrabel
- Matej Vračko
- Matic Vrbanc
- Blaž Vrhovec
- Luka Vrhunc
- Dare Vršič
- Haris Vučkić
- Muamer Vugdalič
- Goran Vuk
- Slobodan Vuk
- Marko Vukčević
- Damjan Vuklišević
- Žikica Vuksanović
- Ante Vukušić

## Z
- Gregor Zabret
- Mark Zabukovnik
- Tina Zadravec
- Joško Zagorc
- Dario Zahora
- Gorazd Zajc
- Rok Zajc
- Miha Zajc
- Luka Zahovič
- Zlatko Zahovič
- Klemen Zaletel
- Marko Zalokar (nogometni vratar)
- Žan Zaletel
- Marko Zalokar
- Mitha Zatkovič
- Janez Zavrl
- Jani Zavrl
- Darko Zec
- Zoran Zeljkovič
- Gregor Zore (nogometaš)
- Rok Zorko
- Josip "Pepe" Zornada??
- Samir Zulič
- Branko Zupan
- Janez Zupančič
- Miha Zupančič
- Nejc Zupančič
- Mateja Zver

## Ž
- Anton Žabjek - Žaba
- Tadej Žagar-Knez
- Andrej Želko
- Dražen Žeželj
- Urška Žganec
- Branko Žgeč
- Gregor Židan
- Dejan Žigon
- Luka Žinko
- Simon Živec
- Žiga Živko
- Felice Žiža
- Kevin Žižek
- Roman Žižek
- Tonči Žlogar
- Boštjan Žnuderl
- Nino Žugelj
- Monika Žunkovič
- Boris Župančič
- David Županič
- Tom Žurga
- Žan Žužek